# Mont Argentera
Pour les articles homonymes, voir Argentera.
Le mont Argentera (3 290 ou 3 297 m) est le point culminant du massif du Mercantour-Argentera. Il est situé dans la province de Coni qui fait partie de la région du Piémont, en Italie.

## Toponymie
L'origine du toponyme Argentera n'est pas parfaitement claire. Le radical indo-européen arg-, désigne un matériau brillant, ou fait référence à la notion d'éclat et de blancheur. De plus, l'existence d'une mine d'argent d'importance dans le secteur du mont Argentera ne semble ni documentée, ni attestée quels que soient les auteurs,, et les exemples de toponymes basés sur ce radical, sans qu'il n'existe d'exploitation argentifère à proximité, sont classiques. L'une des hypothèses de l'utilisation du radical arg- pour les toponymes alpins, serait une référence à l'aspect d'un lieu brillant ou blanc comme la neige.

## Géographie
Le mont Argentera se situe entièrement en Italie. Il appartient au massif du Mercantour-Argentera, dont il est le point culminant et se situe dans la partie sud des Alpes, dénommées Alpes maritimes. Il fait partie du parc naturel des Alpes maritimes.
Plus localement, il appartient au chaînon auquel il a donné son nom. Ce chaînon de l'Argentera, situé entièrement en Italie, constitue une ligne de crête secondaire, quasiment perpendiculaire à la dorsale principale de la frontière franco-italienne. Le chaînon de l'Argentera, qui sépare les communes italiennes de Valdieri à l'ouest, et d'Entracque, à l'est, constitue la zone la plus dense en sommets dépassant 3 000 m au sein du massif du Mercantour-Argentera.
Le mont Argentera est entouré par la pointe Gelas di Lourousa, au nord, et par la cime Genova, au sud. Il domine à l'est le lac de rétention du Chiotas, et à l'ouest, la vallée du torrent Gesso della Valetta.
Le mont Argentera est constitué de deux cimes principales, nord et sud, séparées par une brèche nommée forcella dell'Argentera. La cime sud est le point le plus élevé, la cime nord culminant à 3 288 m, et la forcella atteignant 3 240 m.
D'un point de vue géologique, le mont Argentera est principalement constitué de gneiss.

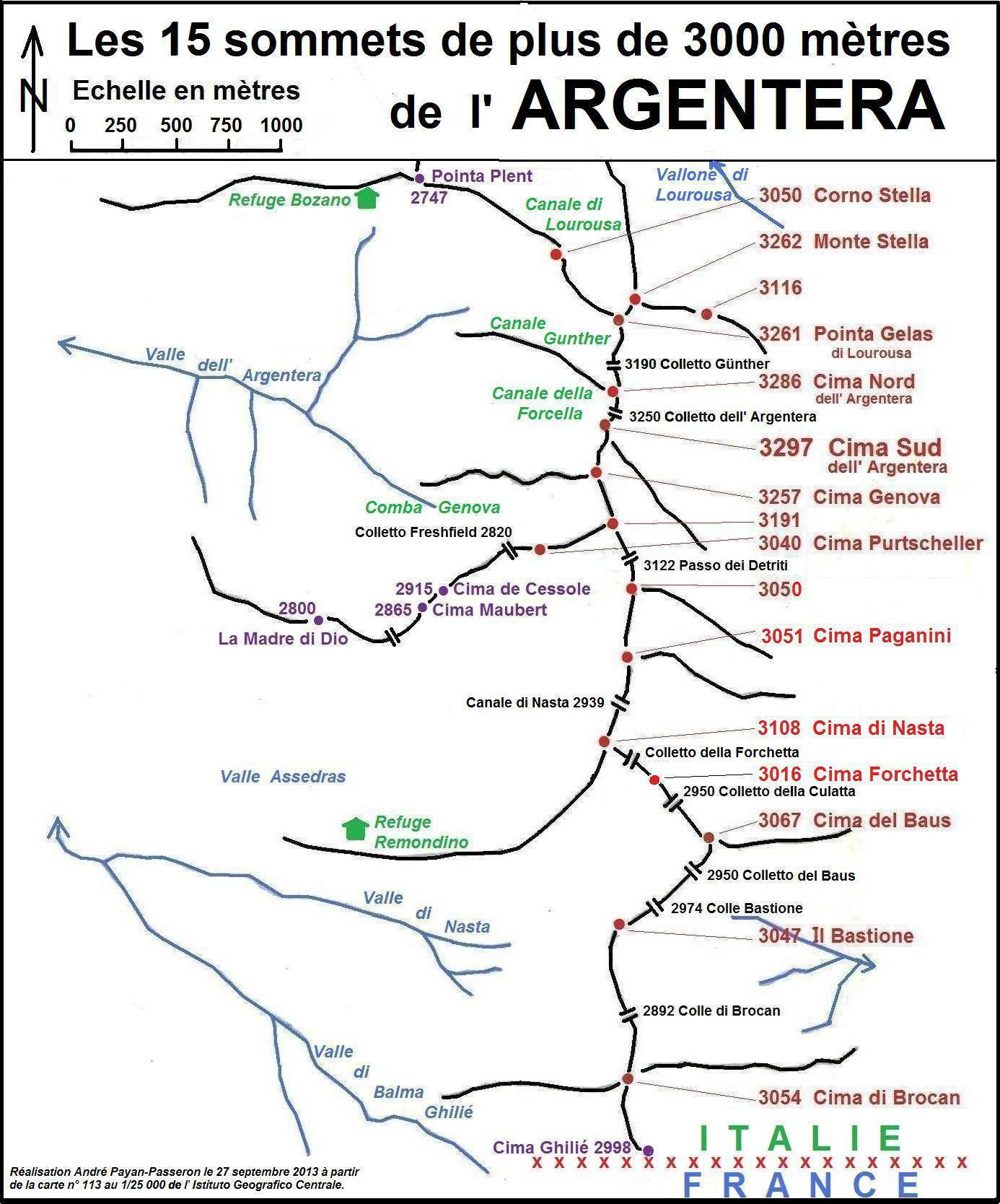
Schéma du chaînon de l'Argentera.
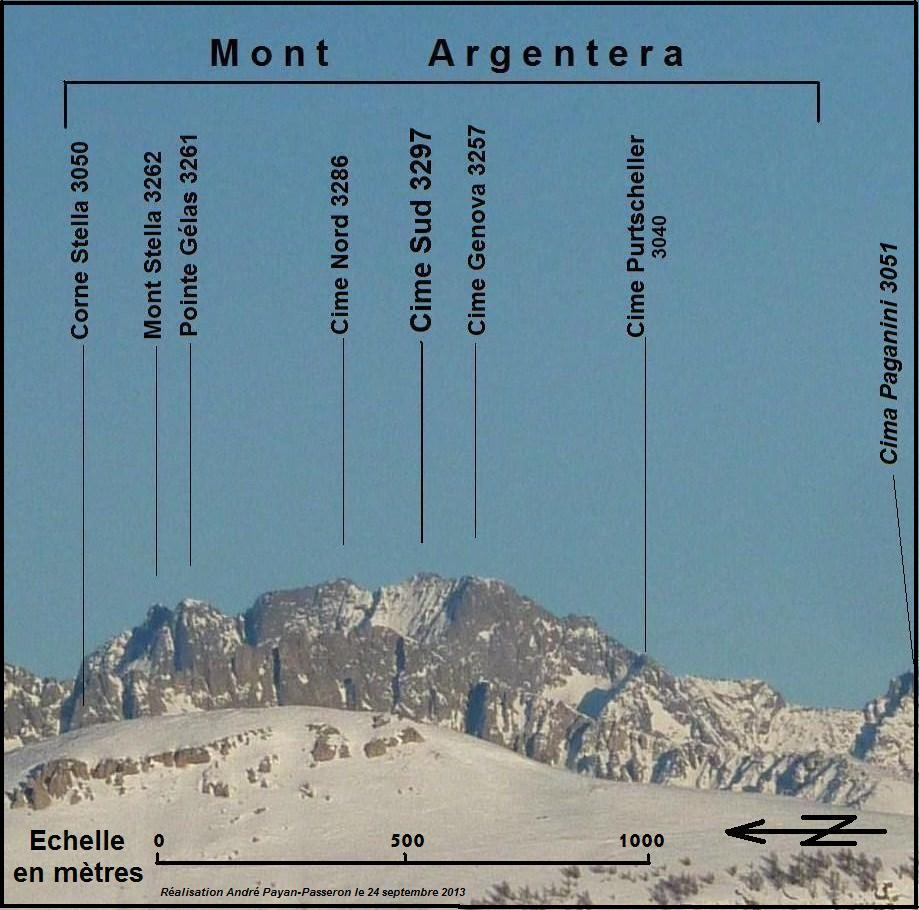
Les cimes nord et sud du mont Argentera et les sommets à proximité.
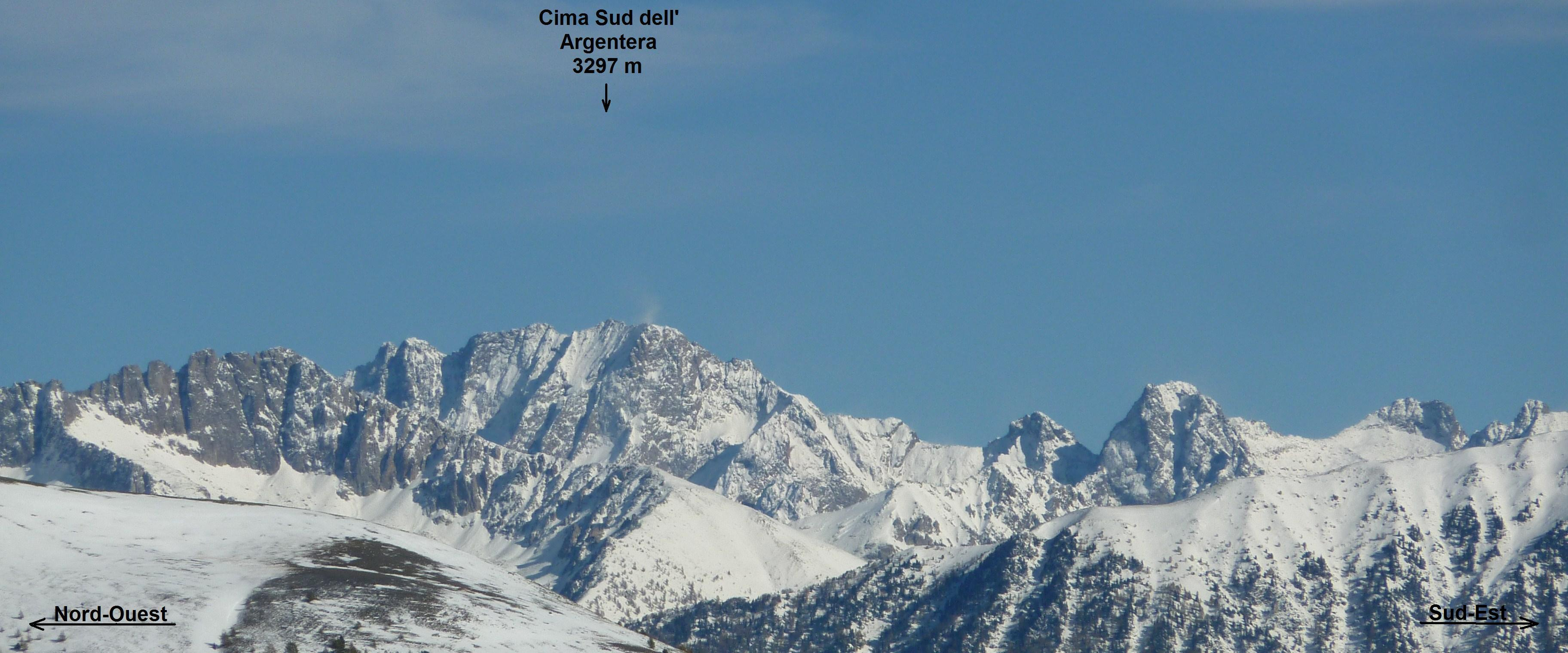
Panorama du chaînon de l'Argentera, vue de l'ouest-sud-ouest.

## Histoire
Les premières tentatives notables pour atteindre le sommet du mont Argentera ont été effectuées par César Isaia, qui atteint le premier le sommet du mont Stella, le 11 juillet 1871, et par Douglas Freshfield, qui traverse le 27 septembre 1878 le petit col qui porte aujourd'hui son nom, le colletto Freshfield,.
Le sommet a finalement été gravi pour la première fois par William Auguste Coolidge et ses guides Christian Almer père et fils, le 18 août 1879. Ils empruntèrent alors le couloir du Lourousa, course de neige devenue une classique au XXIe siècle.
La seconde ascension, mais première italienne, est l'œuvre de Giovanni Dellepiane, Ugo Ponta et R. Audisio, le 16 août 1882, effectuant également la première du versant sud-est, qui est désormais la voie normale de ce sommet,,.
Par la suite, le sommet continue d'attirer des alpinistes renommés, comme Ludwig Purtscheller et W. Bodenman, qui en effectuent l'ascension le 21 juin 1890, sans guide, toujours par le couloir du Lourousa.
La première ascension hivernale est effectuée quelques années plus tard, par Victor de Cessole, accompagné de Jean et Jean-Baptiste Plent, et de Dominique Martin, le 23 janvier 1902.
À la fin du XXe siècle, le mont Argentera continue d'attirer des alpinistes renommés, avec par exemple la voie Les Étoiles Noires, ouverte par Patrick Gabarrou,.

## Activités

### Voies d'accès et hébergement
Le départ de la voie normale ou de la voie de l'arête sud (dite arête Sigismondi) s'effectue depuis Terme di Valdieri, avec un hébergement possible au refuge Remondino,. La course de neige du couloir du Lourousa, et la traversée des cimes de l'Argentera, bien que partant du même endroit, impose généralement une nuit au bivouac Varrone.

### Ski de pente raide
Le couloir du Lourousa est une classique du ski de pente raide, depuis la première descente par Heini Holzer, le 7 juillet 1973.

## Dans la culture
Le mont Argentera a été représenté par le peintre français Alexis Nouailhat, dans son recueil d'aquarelles sur le Mercantour, et par le peintre italien Matteo Eula, dans sa Piccola Galleria delle Alpi Marittime.
Pour les 150 ans de la 22e compagnie du 2e régiment alpin de Coni, le groupe a effectué l'ascension du sommet, en juillet 2022,.

### Cartographie
- Carte no 113 au 1/25 000 de l'Istituto Geografico Centrale : « Parco naturale Alpi Maritime - Entracque, Valdieri, Mercantour, Gelas »